# 山口市役所
山口市役所（やまぐちしやくしょ）は、日本の地方公共団体である山口市の執行機関としての事務を行う施設（役所）。山口市山口総合支所庁舎を兼ねる。

## 市庁舎（本庁施設）
山口市役所の現庁舎は2025年（令和7年）5月7日に開庁した地上6階、地下1階建ての庁舎である。内装材として、山口市内産の木材、徳地の滑松、大内塗のモール、徳地和紙などの地域資源を取り入れている。
2028年度までの2期工事で、さらに市民交流棟、新立体駐車場、広場が整備される予定である。
山口市中心商店街の北、県道宮野大歳線（旧国道9号）とパークロード（県道厳島早間田線）の交わる一角にある山口市民会館の北隣に位置する。本庁舎の北隣には山口サビエル記念聖堂が建ち、その周囲には文教施設（山口県立美術館、山口県立山口図書館/山口県文書館、山口県立山口博物館）が建ち並ぶ。山口県庁舎からも近い。

### 本庁舎棟
本庁舎棟は以下のような構成となっている。
| 階  | |
| --- | --- |
| 6F  | 市議会事務局、議場、第一委員会室、第二委員会室、市民ロビー、議会図書室 |
| 5F  | 総務部（デジタル推進課）、選挙管理委員会事務局、監査委員事務局公平委員会事務所、消防本部、山口県央消防指令センター                                                                       |
| 4F  | 総合政策部、総務部（総務課、行政経営課、防災危機管理課、職員課、契約監理課、本庁舎整備推進室）                                                                                           |
| 3F  | 交流創造部、都市整備部、商工振興部、環境部、農林水産部、農業委員会事務局 |
| 2F  | 市民税課、資産税課、収納課、こども未来課、保育幼稚園課、学校教育課、市民相談室、協働推進課、生活安全課、消費生活センター、人権推進課、健康福祉部、教育委員会事務局、会計課・指定金融機関 |
| 1F  | 戸籍住民課、総合窓口課、地域福祉課、高齢福祉課、介護保険課、障がい福祉課、保険年金課、こども未来課                                                                                       |
| B1F | 来庁者駐車場 |

5階の山口県央消防指令センターは山口市（山口市消防本部）、防府市（防府市消防本部）及び萩市（萩市消防本部）の共同運用である。

### アクセス
- 山口駅から徒歩10分。
- JRバス中国・防長バス「市役所前」「市民会館前」下車徒歩5分。

## 山口市の機構

### 本庁組織
以下の9部1局と会計課・消防本部・市議会事務局から成る。上下水道局は本庁内ではなく宮島町（旧・山口市水道局）にある。
- 総務部
- 総合政策部
- 交流創造部
- 地域生活部
- 環境部
- 健康福祉部
- こども未来部
- 経済産業部
- 都市整備部
- 上下水道局

### 総合支所
合併前の旧1市5町の役場であった建物に市役所の出先機関（補完施設）である総合支所が置かれている（自治振興部北部振興局・南部振興局傘下の組織）。
山口総合支所
山口市亀山町2番1号（市役所本庁舎内）
小郡総合支所
山口市小郡下郷609番地1
秋穂総合支所
山口市秋穂東6570番地
阿知須総合支所
山口市阿知須2743番地
徳地総合支所
山口市徳地堀1744番地
阿東総合支所
山口市阿東徳佐中3417番地2
山口以外の各総合支所にはそれぞれ以下の3課が所在している（旧山口市域では本庁の各課が直接担当）。
- 自治振興課 - 地域（自治、産業等）の振興、広報・広聴、環境保全業務
- 総合サービス課 - 各種証明書の発行、届出等の受付、健康、福祉、保険、年金業務
- 施設維持課 - 市有施設（総合支所庁舎・市道など）の維持管理業務

### 地域交流センター
2009年4月1日より、生涯学習や社会教育を中心に活動してきた公民館を「地域交流センター」として設置した。太字の交流センターにおいては、証明発行等ができる出張所の役割も兼ねる。
- 大殿地域交流センター - 山口市大殿大路120番地4
- 白石地域交流センター - 山口市本町一丁目1番25号
- 湯田地域交流センター - 山口市湯田温泉五丁目5番50号
- 仁保地域交流センター - 山口市仁保中郷979番地
- 小鯖地域交流センター - 山口市下小鯖2519番地
- 大内地域交流センター - 山口市大内矢田北一丁目10番11号
- 宮野地域交流センター - 山口市宮野下3054番地
- 吉敷地域交流センター - 山口市吉敷佐畑一丁目4番1号
- 平川地域交流センター - 山口市平井1665番地
- 大歳地域交流センター - 山口市矢原1407番地5
- 陶地域交流センター - 山口市陶2595番地
- 鋳銭司地域交流センター - 山口市鋳銭司5435番地1
- 名田島地域交流センター - 山口市名田島1218番地1
- 二島地域交流センター - 山口市秋穂二島5990番地
- 嘉川地域交流センター - 山口市嘉川4651番地1
- 佐山地域交流センター - 山口市佐山2726番地1
- 小郡地域交流センター - 山口市小郡下郷609番地1
- 秋穂地域交流センター - 山口市秋穂東6823番地1
- 阿知須地域交流センター - 山口市阿知須2743番地
- 徳地地域交流センター - 山口市徳地堀1533番地
  - 島地分館 - 山口市徳地島地96番地2
  - 串分館 - 山口市徳地鯖河内1629番地1
  - 八坂分館 - 山口市徳地八坂975番地
  - 柚野分館 - 山口市徳地野谷349番地2
- 阿東地域交流センター - 山口市阿東徳佐中3382番地
  - 篠生分館 - 山口市阿東生雲東分74番地7
  - 生雲分館 - 山口市阿東生雲中188番地2
  - 地福分館 - 山口市阿東地福上1697番地
  - 嘉年分館 - 山口市阿東嘉年下28番地1

## 旧本庁舎

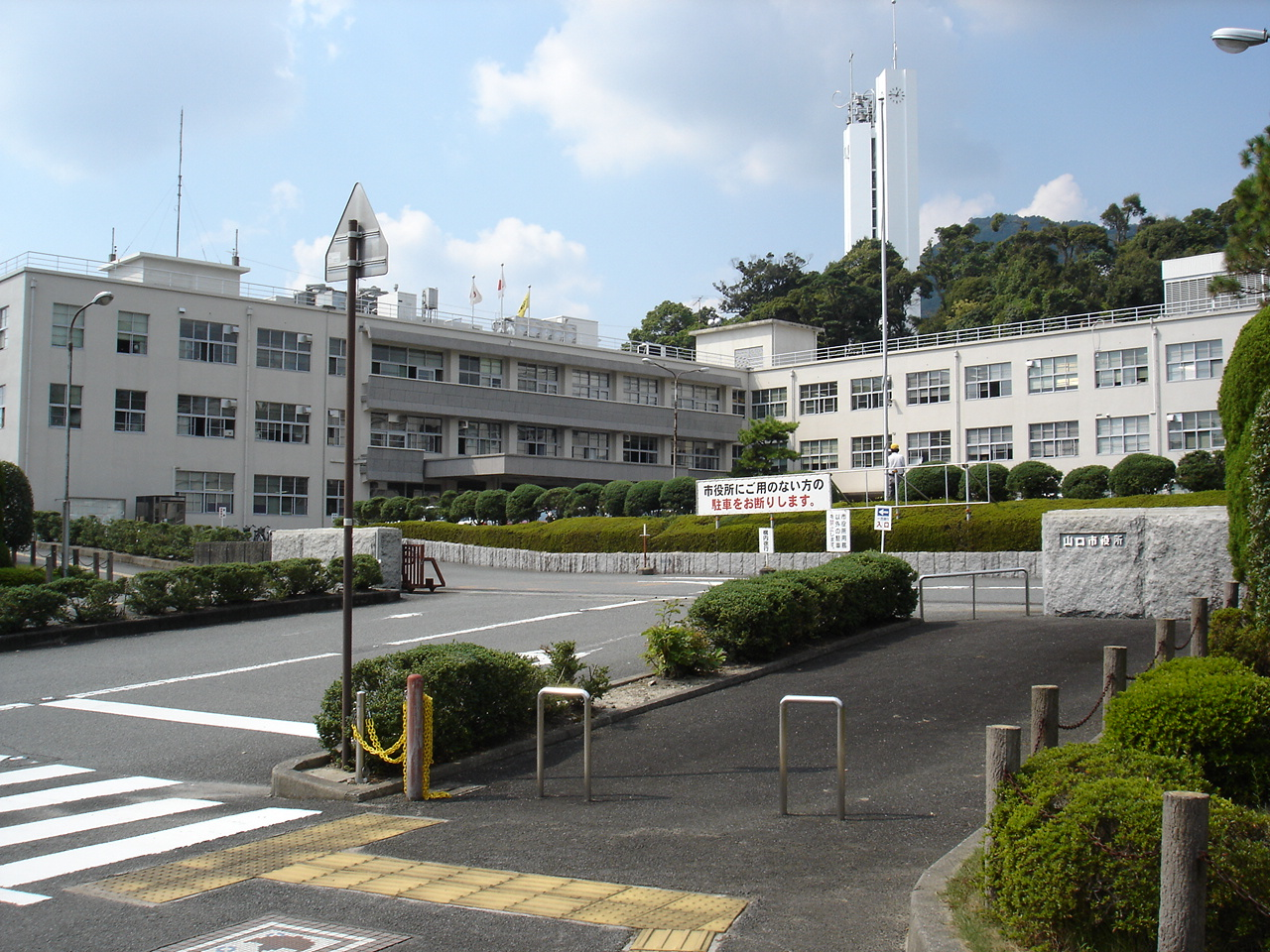
旧山口市役所

### 構成
旧本庁舎は以下の建物から構成されていた。
| 名称              | 建築年          | 構造・階数                  |
| ----------------- | --------------- | --------------------------- |
| 旧棟（A、B、C棟） | 1961年 - 1964年 | 鉄筋コンクリート造、3階建て |
| 議会棟            | 1977年6月       | 鉄筋コンクリート造、3階建て |
| 新棟              | 1984年9月       | 鉄筋コンクリート造、3階建て |
| 増築棟            | 1994年2月       | 鉄骨造、3階建て             |
| エレベーター棟    | 1999年3月       | 鉄骨造、3階建て             |
| 防災センター      | 1997年3月       | 鉄筋コンクリート造、3階建て |
| 会議室棟          | 2016年3月       | 鉄骨造、2階建て             |

旧本庁舎の旧棟は、1961年（昭和36年）から1964年（昭和39年）にかけて亀山校地の跡地に建てられた山口大学教育学部校舎を、1974年（昭和49年）に払い下げを受けたもの で、建物の老朽化が進んでいることから、移転を含めた改築が検討された。

### 改築計画
旧本庁舎については建築から50年以上が経過し、老朽化が進んでいることを踏まえ、2015年（平成27年）11月5日に「山口市本庁舎の整備に関する検討委員会」（委員長：古賀和利山口大学副学長）が設置され、第2回委員会で『本庁舎の改築』の方向性が定められた。
建て替えに当たって、市は第3回委員会で
- 現位置（亀山町）での建て替え
- 亀山公園ふれあい広場（中河原町）での新築
- 小郡総合庁舎（小郡下郷）での建て替え・機能移転

の3案を示した。このとき、委員や市民団体から、2005年（平成17年）10月1日の1市4町（山口市・小郡町・秋穂町・阿知須町・徳地町）での合併時の付帯決議に「（新庁舎については）新山口駅周辺が適地であるということを踏まえ審議する」との記述が盛り込まれている ことを指摘し新山口駅周辺を候補地に加えるよう発言、これを受けて第4回委員会で新たな候補地として
- 新山口駅北地区重点エリアC1・C2ゾーン（新山口駅北側、小郡下郷）
- JR山陽本線宇部線東側周辺エリア（新山口駅と上嘉川駅の中間、小郡下郷及び嘉川）
- 山口南警察署周辺エリア（新山口駅南、小郡下郷）

の3箇所を加え、計6箇所での検討が行われることとなった。
しかし、第4回委員会で追加した新山口駅周辺の3箇所について試算したところ、そのすべてが民有地であり（当初候補の3箇所はすべて市有地）、用地取得にかかる時間と費用が読めないこと、市のまちづくり計画とも整合性が取れないことから、10月に行われた委員会で古賀会長が追加3箇所の除外を提案。これが了承された（異論が出なかった）ことから一旦は当初提案の3箇所を比較対象に検討が進められることになった。しかしこの方針に一部の委員が強く反発、候補地の絞り込みも平行線をたどったことから、最終的に第4回委員会で示した3案をまとめて「新山口駅周辺」案として復活させた上で、2017年2月に利便性や将来性など15項目で評価した表を示した上で「適地性を総合的に判断し、最も高い評価が得られる位置に新本庁舎の整備を進めることが望ましい」とした（検討委員会として適地を結論づけない）答申を渡辺純忠市長に示した。
2017年6月には現在と亀山公園ふれあい広場の2案に絞り込んだと発表し、早々に新山口案は除外され、12月の市議会で現在地建て替えを表明。2018年（平成30年）3月26日、現山口市役所を解体し新庁舎を建設する基本計画が公表された。
新庁舎は2025年（令和7年）3月に完成し、同年5月7日に開庁した。これにより別棟にあった教育委員会や選挙管理委員会、消防本部も集約された。

### 注記
1. ↑  2005年の合併においては防府市を加えた2市4町での合併協議が行われたが、合併後の市庁舎の位置を巡って小郡町と防府市の反目を招き、防府市が合併協議から離脱する事態となっている。山口・防府地区#市町村合併も参照。